# Deano Wicks
Dean "Deano" Wicks es un personaje ficticio de la serie de televisión británica EastEnders, interpretado por el actor Matt Di Angelo del 2 de enero del 2006 hasta el 7 de febrero del 2008. Matt regresó a la serie el 11 de abril del 2014 y su última aparición fue el 1 de enero del 2016.

## Antecedentes
Shirley Carter tuvo dos aventuras con dos hombres diferentes mientras estaba casada con Kevin Wicks y productor de ellas nacieron Deano y su media hermana mayor Carly. Kevin decidió criarlos como sus hijos y cuando su matrimonio con Shirley terminó, esta lo abandonó y perdió contacto con sus hijos.

## Biografía
Deano llega a Walford en Año Nuevo del 2006 y se muda con su tía abuela Pat Evans después de que él le miente y le dice que su padre Kevin Wicks había muerto, poco después a Deano se le une su hermana Carly Wicks, más tarde Pam descubre que Kevin seguía vivo.
Ese mismo año Deano comienza a causar problemas cuando le pone drogas a la bebida de Stacey Slater por lo que Bradley Branning es erróneamente acusado. Poco después cuando el aniversario de la muerte de su hermano Jimbo Wicks se acerca Deano no lo toma bien y comienza a comportarse peor y termina robando el "Queen Victoria", comienza a manejar sin cuidado y luego termina chocando un auto.
Durante unas vacaciones familiares en Dorset, Deano se reencuentra con su madre Shirley Carter a quien no veía desde hace tiempo, aunque al inicio Kevin intenta que Shirley no les diga nada a sus hijos, finalmente ella les dice a Deano y Carly que era su madre. Al inicio Deano no la acepta luego de ver que su madre se comportaba de forma promiscua y él comienza a comportarse de forma temeraria y luego choca el automóvil en el que iba luego de manejar de forma imprudente ocasionándole lesiones tanto a Chelsea Fox como a Abi Branning quienes iban con él, Deano casi muere pero se recupera y perdona a su madre. 
Kevin no está de acuerdo con que sus hijos estén cerca de Shirley, lo que ocasiona que finalmente les revelen que no sabían si Kevin era el padre biológico de Deano y Shirley, luego de que Shirley tuviera dos aventuras durante su matrimonio. Devastado por la revelación Deano amenaza con suicidarse luego de casi prenderse fuego pero logran detenerlo, luego comienza a comportarse de forma hostil con Kevin pero luego lo acepta como su padre.
Poco después en el 2008 Dean termina teniendo relaciones con Stacey, más tarde Chelsea manipula a Deano para que la ayude a vengarse de Sean Slater, sin embargo cuando Deano intenta atacarlo, Sean le gana y termina golpeándolo. Molesto por lo sucedido intenta vengarse de él y acusa a Sean por el ataque a Patrick Trueman y roban el video de vigilancia que podía exonerar a Sean, molesto por ser arrestado y encarcelado por algo que no había hecho Sean jura vengarse de Deano y hace que una banda de matones lo golpeen. Cuando Carly encuentra el video robado se lo da a la policía y Sean es puesto en libertad y poco después Deano y Chelsea son arrestados por obstruir a la justicia y puesto en libertad bajo fianza mientras esperaba su juicio.
Cuando Deano se encuentra de nuevo con Sean, este molesto lo golpea y le mete la cabeza a un inodoro, asustado por la idea de pasar tiempo en prisión Deano intenta huir dos veces antes de ir a juicio pero no lo logra y es condenado a pasar seis meses en prisión. Deano encuentra su tiempo en prisión muy difícil y cuando su familia lo va a visitar él les revela que había estado siendo intimidado por otros presos, las cosas empeoran cuando Deano se ve envuelto en una pelea y la corte le niega salir en libertad condicional. Cuando Kevin muere Deano queda destrozado y sólo se le permite asistir a su funeral bajo vigilancia policial.
Después de cumplir su condena Deano regresa a Walford y su familia pronto se da cuenta de que cu comportamiento había cambiado mucho ya que ahora Deano era hostil, poco después lleva a una prostituta al departamento de su madre y luego la obliga a pagarle. Comienza a tener varios problemas con Sean y poco después cuando su madre le dice que quiere reconstruir su relación con él, furioso Deano la sujeta contra la pared, le arranca las joyas, le grita y le muestra las heridas que le habían hecho mientras estuvo en prisión; poco después en febrero Deano decide irse de Walford.
En septiembre del 2012 cuando Carly regresa a Walford le dice a Shirley que Deano se encontraba bien, que era propietario de un bar y que estaba viviendo en Australia con su novia.
El 11 de abril del 2014 Deano regresa a Walford cuando visita a su abuelo Stan Carter, a quien le pide ayuda; también le dice que ahora quiere que lo llamen "Dean". Más tarde Dean comienza una relación con Stacey Slater, sin embargo Stacey termina con él cuando descubre que Dean había abusado de su cuñada, Linda Carter, Dean furioso confronta a Linda diciéndole que estaba celosa de su relación con Stacey y de cuan felices eran.
En Navidad Linda finalmente le dice a su pareja Mick Carter que Dean había abusado de ella, lo que ocasiona que Mick ataque a Dean, durante la pelea, Shirley desesperada le dice a Mmick que Dean es su hermano y que ella es su verdadera madre, lo que deja a Mick impresionado. Poco después Shirley le pregunta a Dean que había pasado con Linda y él le miente y le dice que se habían acostado y que ella estaba diciendo mentiras, Shirley decide mudarse con Dean, Denise, Kim y Patrick luego de creerle a Dean.
Poco después cuando Mick y Linda regresan de sus vacaciones, Linda decide reportar a Dean a la policía y lo acusa de violación, después de la entrevista la policía arresta a Dean, pero luego lo deja en libertad luego de cuestionarlo. Más tarde Shabnam Masood le dice a Stacey que durante una salida, ella y un borracho Dean habían tenido relaciones en los baós de un club, y que más tarde cuando descubrió que estaba embarazada tuvo a la bebé a la que llamó, Roya y la abandonó en la puerta de una casa.
El 1 de enero del 2016 Dean finalmente fue arrestado por sus crímenes. Sin embargo en agosto del 2016 después de ir a la corte Dean es encontrado inocente de los cargos y puesto en libertad, lo que deja sorprendidas y decepcionada a Linda, Mick, Shirley, Ronnie y Roxy. Sin embargo antes de que pueda regresar, Buster Briggs lo amenaza advirtiéndole que no vuelva a poner un pie en Walford.